# Maurice Tillieux
Maurice Tillieux, född 7 augusti 1921 i Huy, död 2 februari 1978 i Tours i Frankrike, var en belgisk serieskapare. Tillieux skrev och tecknade sin egen serie Max Jordan. Andra skapelser inkluderar detektivserien Félix och humorserien César. Tillieux har även arbetat med och biträtt vid tillkomsten av andras serier, som Tim och Tommy, Natascha och Yoko Tsuno.

## Biografi
Efter att ha hoppat av sin utbildning inom handelsflottan började Tillieux skriva, och hans första berättelse publicerades 1943. Hans berättelser och teckningar publicerades i veckotidningar och månadsmagasin. Många av historierna utspelades till havs. Tillieux utvecklade efter hand sin stil och han visade sig vara en mästare på deckare laddade med humor och atmosfär.
Av de tidiga serierna var Félix den som blev mest populär. Huvudpersonen var en reporter som reste runt i världen tillsammans med två medhjälpare, Allume-Gaz och inspektör Cabarez. Likt Tintin ägnade Félix mer tid åt att bekämpa skurkar och spioner än att rapportera om dem.
1956 startade Tillieux mest kända serie, Max Jordan (Gil Jourdan i original), i tidningen Spirou. Titelfiguren Jordan var mycket lik Félix, och några av Félixberättelserna utgjorde grunden för Jordan-äventyren. En viktig nyhet i Jordan-serien var stämningen på de platser han reste till. Miljöerna i Tillieux tidiga serier var, liksom i Tintin, välstädade och välordnade; i Max Jordan tecknade han en råare värld med dammiga kontor, smutsiga gator, mörka hamnar och leriga gårdar.
Efter hand överlämnade Tillieux tecknandet åt andra och ägnade sig främst åt författandet. Gos tog över teckningsarbetet på Max Jordan och Tillieux skrev manus åt serier som Tim och Tommy (tecknad av Will), Jess Long (tecknad av Arthur Piroton) och Yoko Tsuno (tecknad av Roger Leloup).
Humor var ett viktigt inslag i Tillieux berättelser. Förutom komiska deckarserier skrev han också rena skämtserier som César och Marc Lebut (tecknad av Francis Bertrand).
Tillieux anses vara en produkt av den så kallade Marcinelle-skolan. Han listas dock även ofta som en av dem som påverkats av Hergés "klara linjen"-stil (vilken vanligtvis ställs i motsats till Marcinelle-traditionen).
Maurice Tillieux dog i en bilolycka 1978.

## Publicering på svenska

### Ett fall för Max Jordan
1. "Skatan på rymmen", Bonniers Juniorförlag 1979. Översättning av Stellan Nehlmark.
2. "Kungen gör en tavla", Bonniers Juniorförlag 1979. Översättning Stellan Nehlmark.
3. "Bilen som kört fast", Bonniers Juniorförlag 1980. Översättning Stellan Nehlmark.

### Tim och Tommy
- "Skuggan av en vålnad", Semic Press 1971
- "Kobran slår till", Carlsen Comics 1980, översättning av Ingrid Emond
- "Skattjakt i Burma", Carlsen Comics 1981, översättning av Adam Inczedy-Gombos

### Natascha
- "Natascha och kungen", Carlsen Comics 1980. Tillieux/Walthéry 1975 (Den svenska utgåvan anger felaktigt Gos som författare.)